# Vrije schoolboeken
Vrije schoolboeken, of open schoolboeken, zijn leerboeken waarvan de digitale versies door hun licentie een aantal vrijheden verschaffen:
- Je mag de inhoud kopiëren, zodat het zo veel mogelijk mensen en instanties dient
- Je mag de inhoud veranderen - je wordt zelfs aangemoedigd dat te doen
- Je mag het verkopen, zodat een bron van inkomsten ontstaat

Om die vrijheden te kunnen garanderen is er een speciale voorwaarde
- Je mag niet de licentie eraf halen, waarmee bereikt wordt dat de informatie ook effectief vrij blijft.

Vrije schoolboeken kunnen een revolutie in het onderwijs teweegbrengen:
- De boeken zijn zonder beperkingen en kosten te downloaden
- Toegang tot een schoolboekproject is laagdrempelig, waardoor niet alleen leerkrachten, maar ook leerlingen, ouders en bedrijven kunnen samenwerken aan zo'n project

Veel werk wordt onbetaald door vrijwilligers gedaan, maar dit is geen doel. Ook is het geen doel dat het gratis is (het is wel een prettig bijkomend effect dat het bronmateriaal vrij beschikbaar is). Overheden en andere instanties met belangen kunnen een stimulerende rol spelen bij het tot stand komen van vrije schoolboeken. Op dit moment zijn er weinig boeken die kwalitatief goed genoeg zijn voor gebruik binnen het onderwijs, al zijn er uitzonderingen - in het bijzonder voor ICT-onderwijs.

## Status
Hoewel al vele jaren op vrije leermiddelen aangedrongen wordt kan het advies van de Onderwijsraad aan de Tweede Kamer om open schoolboeken te stimuleren gezien worden als een belangrijk moment in de acceptatie. De VO-raad en Vrijschrift scharen zich grotendeels achter dit advies. Na de presentatie van Vrijschrift aan de Tweede Kamer bleek er een Kamermeerderheid voor vrije schoolboeken te zijn ontstaan. Als de regering het goed oppakt, dan is een groei en doorbraak van vrije schoolboeken mogelijk.
In Californië worden door universiteiten diverse initiatieven ondersteund voor vrij online materiaal en er is al een vrij schoolboek economie-analyse uitgekomen.. Op 3 december 2008 heeft minister Plasterk Wikiwijs geïntroduceerd als concept. Wikiwijs komt overeen met vrije schoolboeken, echter publicatie van de werken was in eerste instantie in het publiek domein en de toegang is beperkt tot leerkrachten.

## Licenties
De licentie van een vrij schoolboek is vergelijkbaar met de licentie van artikelen op Wikipedia of Wikibooks. De twee meest geschikte licentievormen zijn:
- De GNU-licentie voor vrije documentatie[8][9]
- De Creative Commons (CC) Naamsvermelding-Gelijk delen-licentie (CC By SA)[10]

Vrijschrift adviseert bij vrije schoolboeken uitsluitend de Creative Commons Naamsvermelding-Gelijk delen-licentie (CC By SA) toe te passen, zowel op teksten als ook op afbeeldingen en geluids- en videofragmenten.

## Trivia
In het voorbeeld van de presentatie aan de Tweede Kamer werd een Creative Commons Naamsvermelding-Niet-commercieel-Gelijk delenlicentie gebruikt. Door de uitsluiting van commerciële doeleinden kan het voorbeeld niet vrij genoemd worden. Vrije schoolboeken kunnen immers door iedereen, ook door commerciële partijen, gebruikt worden. Hoewel angst voor commercieel misbruik van de inspanningen van schrijvers begrijpelijk is, blijkt de licentie in de praktijk voldoende waarborgen te bieden om misbruik uit te sluiten.

## Wikiwijs
In november 2008 kondigde minister Plasterk Wikiwijs aan. Dit project zou een rol kunnen spelen in het ontwikkelen van vrije schoolboeken.